# Todor Zjivkov

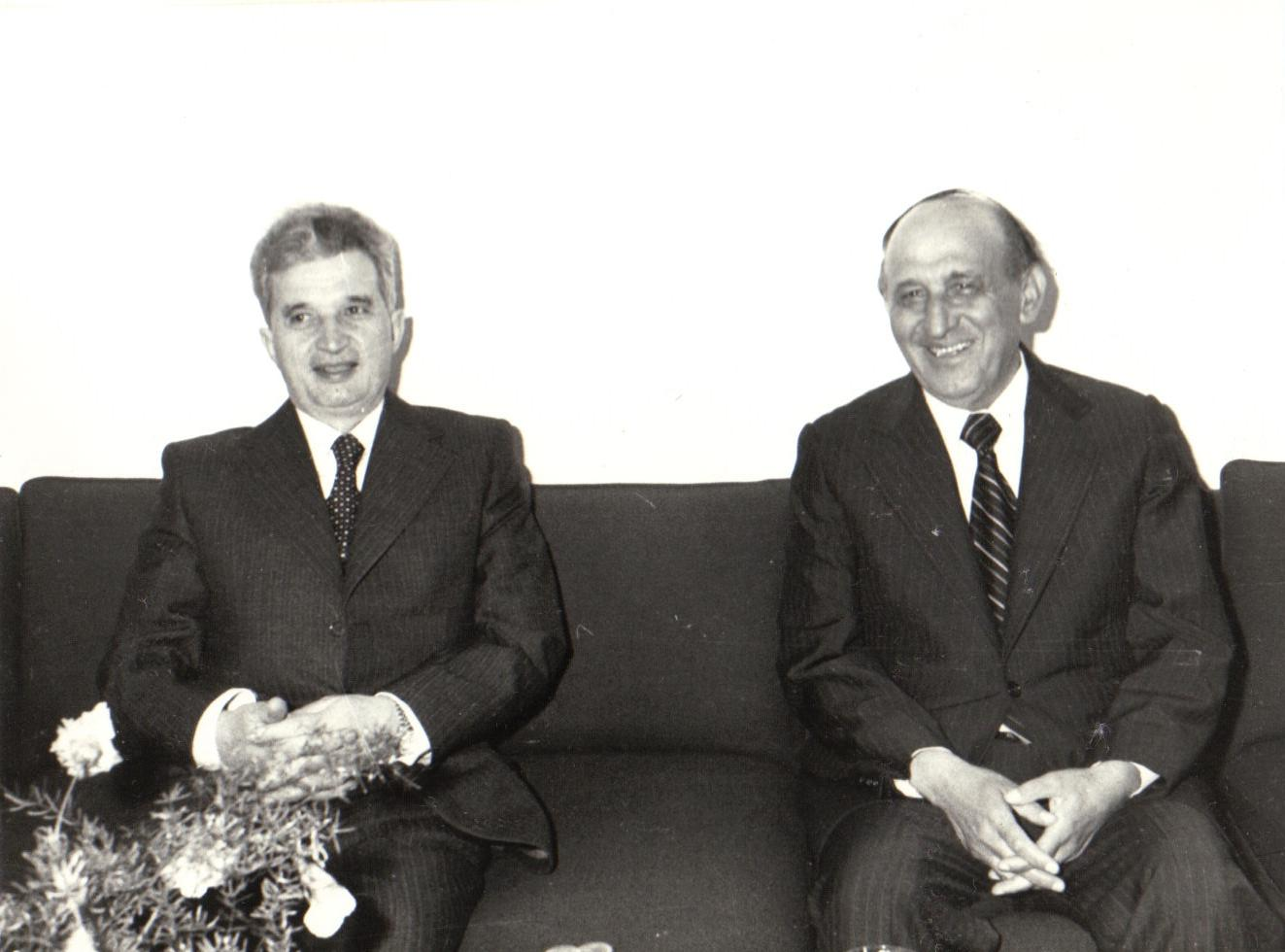
Zjivkov (höger) i samkväm med Rumäniens president, Nicolae Ceaușescu, i Sofia 1979.

Todor Christov Zjivkov (bulgariska: Toдор Xpиcтoв Живков), född 7 september 1911 i Pravets, död 5 augusti 1998 i Sofia, var en bulgarisk kommunistisk politiker och Bulgariens ledare från 4 mars 1954–10 november 1989.
Han var den av  Warszawapaktens politiska ledare som satt längst på sin post.

## Biografi
Zjivkov föddes i den lilla byn Pravets. Han var son till fattiga bönder och flyttade i sin ungdom till Sofia för att söka arbete och en bättre framtid. Som yngling blev han marxist och anslöt sig 1932 till Komsomol, det olagliga kommunistpartiets  ungdomsförbund. Under andra världskriget steg Zjivkov i ställning inom partiet och medverkade till att organisera en motståndsrörelse mot den tyska ockupationsmakten. Efter kriget började Zjivkov få allt mer betydelsefulla poster i den nya sovjetstödda regeringen, bland andra posten som befälhavare för den mäktiga Folkmilisen. På denna post ansvarade han för massarresteringar av tusentals politiska meningsmotståndare. 
1951 blev han fullvärdig medlem av politbyrån, och blev 1954 förste sekreterare för partiets centralkommitté och därmed Bulgariens ledare. Han var då den yngste av alla ledare i Warszawapaktens medlemsländer. Under de första två åren då Zjivkov var förste sekreterare var den stalinistiske Vălko Tjervenkov fortfarande landets verklige ledare, men denne tvingades från makten 1956 under avstaliniseringen i Östeuropa efter Nikita Chrusjtjovs avståndstagande från Josef Stalin. 1965 överlevde Zjivkov ett kuppförsök av oppositionella officerare och partimedlemmar. Detta var det första kuppförsöket i en kommuniststat någonsin. 1968 understödde Zjivkov den sovjetiska invasionen av Tjeckoslovakien med bulgariska trupper, något som bidrog till ökade spänningar med Rumänien, som fördömde invasionen. Zjivkov var dessutom ordförande för Bulgariens regering och därmed statschef från 7 juli 1971 till 17 november 1989.
Zjivkov undertryckte med hårdhet alla oppositionella uttryck i Bulgarien och hans regering fängslade tusentals dissidenter. Han har också kopplats till mordet på dissidenten Georgi Markov. Zjivkov genomförde även kollektiviseringar av jordbruket. Zjivkov stöddes av Chrusjtjov och blev nära vän med Leonid Brezjnev. Han blev känd för sitt starka, nästan undergivna, stöd till Sovjetunionen under kalla kriget. Vid ett tillfälle föreslog han till och med att Bulgarien skulle slås ihop med Sovjetunionen, med hänvisning till deras gemensamma slaviska arv. Georgi Markov, som senare blev mördad på Zjivkovs order, sade att "[Zjivkov] tjänade Sovjetunionen mer ihärdigt än de sovjetiska ledarna själva gjorde." Han var också vän med ledare som Fidel Castro, Muammar al-Gaddafi och Yassir Arafat.
Zjivkov försökte föra fram sina barn, dottern Ljudmila och sonen Vladimir, inom kommunistpartiet. Ljudmila blev medlem av politbyrån och kulturminister. Hon framförde egensinniga idéer som inte uppskattades av det gamla gardet, och vissa hävdar att hennes tidiga död 1980 berodde på sovjetisk inblandning. Vladimir hade för vidlyftiga alkoholvanor för att komma högre i politiken än till ledningen för Komsomol. Vid slutet av sin tid vid makten gjorde Zjivkov flera försiktiga försök att modernisera Bulgarien, såsom att införa utspädda varianter av glasnost och perestrojka, samtidigt som han fortsatte hålla landet under sin kontroll. Emellertid misslyckades han med att förhindra det kommunistiska systemets sönderfall och sitt eget fall. En kampanj att tvinga landets etniska turkar samt muslimer att byta till bulgariska namn bidrog stort till att fälla honom. Dock tvingades många turkbulgarer fly till Turkiet under 1989.
I slutet av 1989 avsattes Zjivkov från ordförandeskapet och uteslöts ur kommunistpartiet i en statskupp ledd av utrikesministern Petăr Mladenov. Han arresterades i januari 1990 och dömdes två år senare till sju års fängelse för förskingring. På grund av sin bräckliga hälsa tilläts han avtjäna sitt straff i husarrest. Todor Zjivkov avled, efter sviterna av lunginflammation, i augusti 1998.

### Fotnoter
1. ↑  Find a Grave, läs online, läst: 10 juni 2024.[källa från Wikidata]
2. ↑  Anneli Bülow (18 september 2015). ”Bulgarien kan komma att straffa gamla kommunister” (på svenska). Svenska yle. https://svenska.yle.fi/artikel/2015/09/18/bulgarien-kan-komma-att-straffa-gamla-kommunister. Läst 16 april 2018.